# Menander ion
Menander ion är en fjärilsart som beskrevs av John Obadiah Westwood 1851. Menander ion ingår i släktet Menander och familjen Riodinidae. Inga underarter finns listade i Catalogue of Life.